# Гаярин, Иван Фёдорович
Иван Фёдорович Гаярин (Гояринов) (1827—1890) — тайный советник, педагог, автор ряда научных трудов, учебников и методических пособий.

## Биография
Получил образование в 1-й московской гимназии и на историко-филологическом отделении философского факультета Московского университета (1843—1847).
В 1849 году был назначен во 2-ю московскую гимназию учителем русского языка и надзирателем пансиона.
В 1851 году И. Ф. Гаярин был перемещён старшим учителем русской словесности в 4-ю московскую гимназию. Кроме того, преподавал в Александринском сиротском кадетском корпусе и Екатерининском институте.
24 ноября 1858 года Иван Фёдорович Гаярин был назначен инспектором Тульской гимназии, а спустя год был назначен директором училищ Тульской губернии.
В конце 1860-х годов Гаярин был назначен окружным инспектором Московского учебного округа. Впоследствии был членом совета военно-учебных заведений. С 30 августа 1873 года — действительный статский советник.
В 1862 году получил орден Св. Станислава 2-й степени, в 1868 году — орден Св. Анны 2-й степени с императорской короной, в 1878 году — орден Св. Владимира 3-й степени.
Скончался 11 (23) марта 1890 года в Санкт-Петербурге; похоронен в Москве на Семёновском кладбище.
Жена — А. П. Гаярина. В 1867 году родился сын Павел; в феврале 1872 года в Черни Тульской губернии родился ещё один сын, Фёдор; а в 1874 году родились два сына-близнеца (Александр и Сергей).